# 東京サマーランド

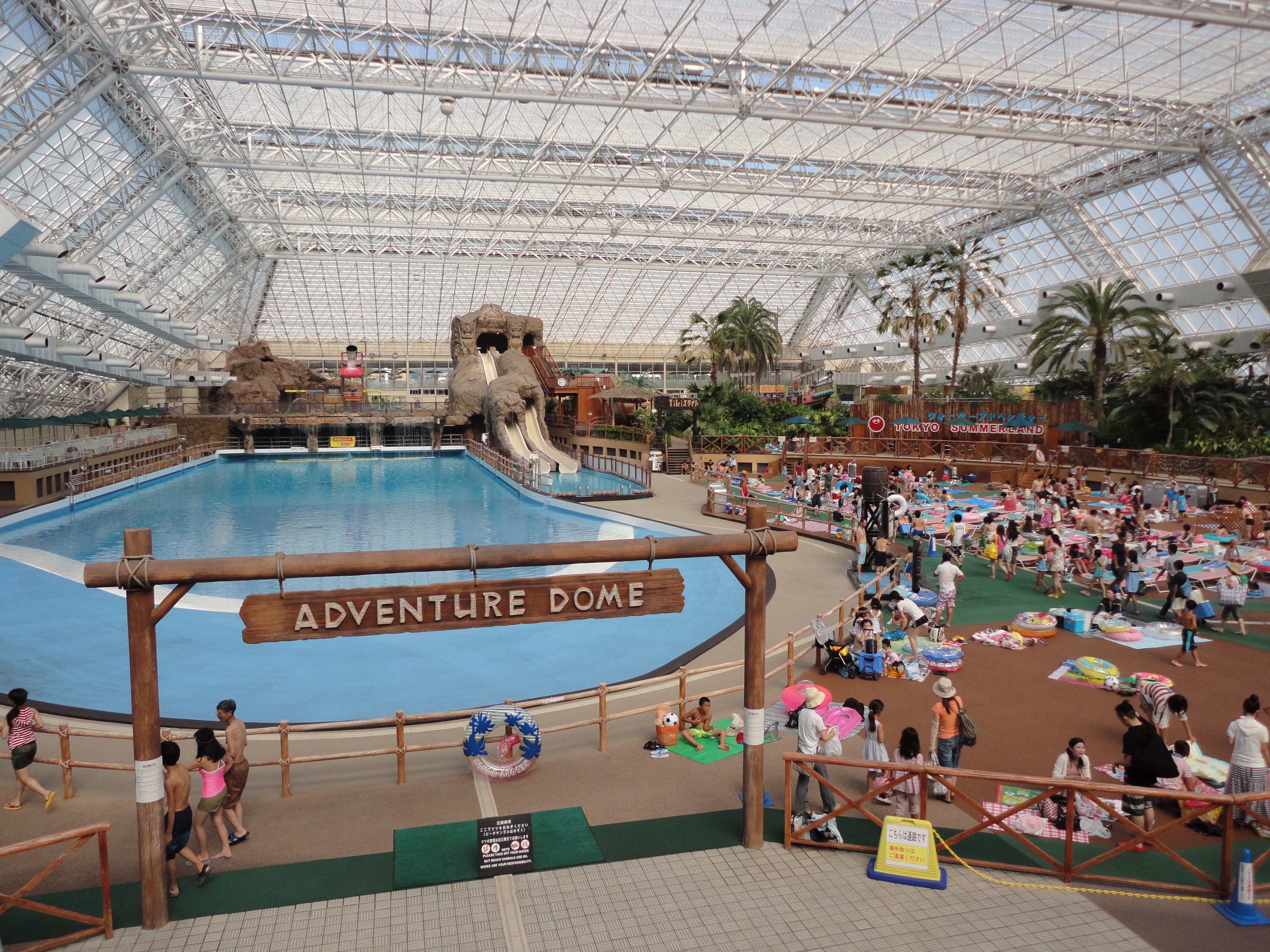
アドベンチャードーム内部

東京サマーランド（とうきょうサマーランド）は、東京都あきる野市にあるウォーターパーク。日本最大級の流れるプールや天候を気にせず遊べるドーム内プールなど、多彩なウォーターアトラクションや遊園地がある。また、株式会社東京サマーランドは、これを運営する企業で、東京都競馬の完全子会社である。

## 前史
1960年中頃、東京・多摩地方に自動車レース場設立計画が持ち上がり、運営会社として東京サーキットが設立されたが、諸般の事情によりレース場は建設されず、代わりにレジャーランドとして建設されたのが東京サマーランドであった。

## 沿革

### 株式会社東京サーキット運営時代
- 1966年（昭和41年）3月 - 現在の東京サマーランドの前身である株式会社東京サーキットを設立。
- 1967年（昭和42年）7月8日 - 南国ムード満点の屋内型レジャーランド「サマーランド」オープン（世界最大のプラスチックドーム、東洋初の屋内波の出るプール、1000種類、12000本の熱帯植物）。
- 1967年（昭和42年）10月 - 屋外遊園地開業。
- 1968年（昭和43年）7月 - 最新施設の伴った「温水プール」他3種類の屋外プール新設、宿泊施設「ロッジ」オープン。

### 株式会社東京サマーランド運営時代
- 1970年（昭和45年） - 東京都競馬100％出資で、株式会社東京サマーランドを設立。
- 1971年（昭和46年） - 東京都競馬株式会社が株式会社東京サーキットを吸収合併。株式会社東京サマーランドが、東京都競馬よりサマーランド運営の委託を受ける。
- 1972年（昭和47年）8月 - 全22レーンのボウリング場「サマーボウル」開業。
- 1986年（昭和61年）4月26日 - 屋外遊園地が「スリルマウンテン」としてリニューアルオープン。「フリーフォール」「トルネード」など9機種開業[2]。
- 1988年（昭和63年）7月 - 屋外プール施設に「フリーフォールスライド」「スピードスライド」オープン。
- 1990年（平成2年） - 東京セサミプレイス開園。
- 1991年（平成3年）7月 - スリルマウンテンに大観覧車「スターホイール」開業。
- 1992年（平成4年）7月23日 - スリルマウンテンに日本初のサスペンデッド（吊り下がり式）コースター「はやぶさ」開業。
- 1994年（平成6年）7月 - 新エリア「スプラッシュガーデン」、新アトラクション「スプラッシュフォール」開業。
- 1996年（平成8年）4月 - スリルマウンテンにワイヤー式振り子アトラクション「風人」、ウォーターパラダイスに子供向けプール施設「ココナッツビーチ」開業。
- 1997年（平成9年）7月 - 屋外プール施設が「アドベンチャーラグーン」としてリニューアルオープン。
- 1998年（平成10年）4月 - アドベンチャーラグーンに温浴施設「スプリングハウス」、子供向けプール施設「アドベンチャーフォール」、ビーバーレイクに「スーパーモンキーフロート」開業。
- 1999年（平成11年） - 屋内施設「ビッグドーム」、屋内プール施設「ウォーターパラダイス」が「アドベンチャードーム」としてリニューアルオープン。
- 2000年（平成12年） - アドベンチャードーム地下に大型温浴施設「湯遊大洞窟」開業。
- 2002年（平成14年）7月1日 - アドベンチャーラグーンに「バッシャハウス」「噴水アーチウェイ」開業。
- 2003年（平成15年）3月 -  アドベンチャードームに新ウォータースライダー「Tiki（ティキ）スライド」開業。
- 2004年（平成16年） - 東京ムツゴロウ動物王国開園。
- 2004年（平成16年）3月 - アドベンチャードーム内に子供向けプール施設「フルーツアイランド」開業。
- 2005年（平成17年）8月24日 - 「はやぶさ」にて、外れた支柱が乗客に当たり負傷する事故が発生。同日より営業を休止。翌2006年1月31日に営業終了を発表。
- 2006年（平成18年）12月31日 - 東京セサミプレイス閉園。
- 2007年（平成19年）7月1日 - 開業40周年を記念し、アドベンチャーラグーン拡大オープン。総水路延長日本最大級（約650m）の流れるプール「グレートジャーニー」を始めとした新施設が計6種開業。
- 2007年（平成19年）11月25日 - 東京ムツゴロウ動物王国閉園。
- 2009年（平成21年）7月1日 - アドベンチャーラグーンに大型休憩施設「アドベンチャー・レスト」開業。
- 2010年（平成22年）4月3日 - スリルマウンテンに新アトラクション「スピンディンギー」開業。
- 2010年（平成22年）7月1日 - アドベンチャーラグーンに2本の新大型ウォータースライダー「タワーズロック」開業。
- 2011年（平成23年）4月29日 - スリルマウンテンに新アトラクション「ランダーズカップ」開業。
- 2011年（平成23年）5月8日 - 「サマーボウル」営業終了。
- 2012年（平成24年）7月1日 - アドベンチャーラグーンに新ウォータースライダー「dobon（ドボン）」開業。
- 2013年（平成25年）3月1日 - スリルマウンテンに新アトラクション「ファンコプター」開業。
- 2013年（平成25年）8月31日 - 太陽光発電システム導入の為、テニスコート及びスポーツコートの営業を終了。
- 2014年（平成26年)  7月1日 - アドベンチャーラグーンに日本初導入となる新大型ウォータースライダー「DEKASLA（デカスラ）」開業。
- 2016年（平成28年）8月21日 - コバルトビーチにて女性9人が切りつけられる事件が発生。8月25日まで休園。
- 2018年（平成30年）12月31日 - 「サマーランドロッジ」閉館。
- 2019年（平成31年）4月4日 - スリルマウンテンに新アトラクション「海賊迷宮　パイレーツアドベンチャー」開業。
- 2019年（令和元年）5月6日 - 「フリーフォール」営業終了。
- 2021年（令和3年）3月26日 - 入園券及びフリーパスを統合し「1Dayパス」に名称変更（事実上入園券の廃止）。
- 2022年（令和4年）8月25日 - 「スネイクスライド」にて、利用客同士が接触する事故が発生。年内の営業を休止。
- 2022年（令和4年）9月25日 - 「トルネード」「ウェーブスウィンガー」営業終了。
- 2023年（令和5年）8月19日 - 「DEKASLA（デカスラ）」にて乗客が負傷する事故が発生。年内の営業を休止。翌2024年7月20日に営業を再開。
- 2023年（令和5年）9月24日 - 「スネイクスライド」営業終了。
- 2024年（令和6年)  3月29日 - 遊園地「スリルマウンテン」が「ファンファンタウン」「ワイルドマウンテン」としてリニューアル。
- 2024年（令和6年)  6月29日 - ワイルドマウンテンに新プール「MONSTER STREAM（モンスターストリーム）」開業。
- 2024年（令和6年)  9月29日 - 「スクリーマー」営業終了。

## 主な施設

### アドベンチャードーム（屋内施設）

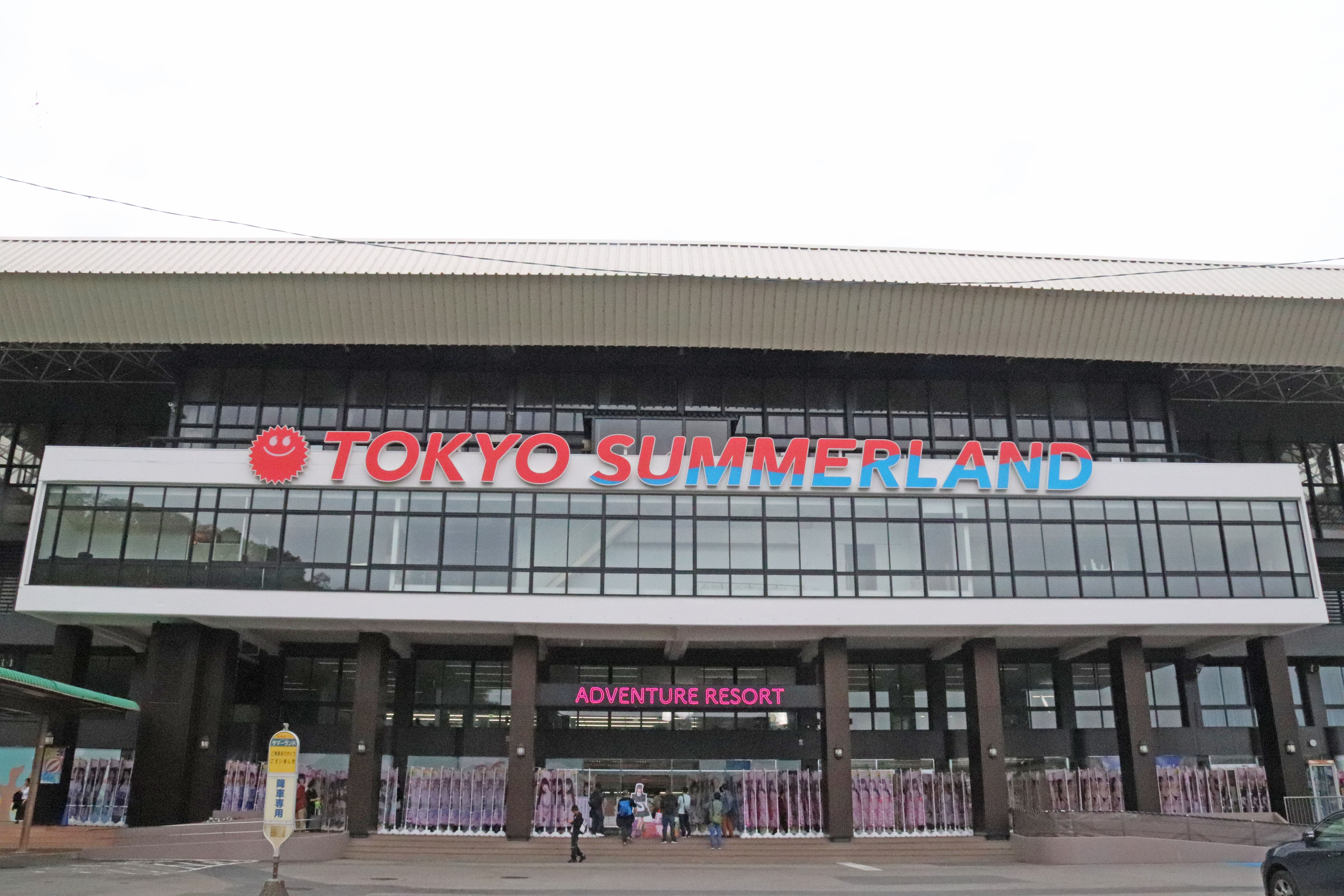
アドベンチャードーム入り口 (2024年撮影)

#### プールエリア
コバルトビーチ
1時間おきに高さ70cmの波が押し寄せる遠浅のプール。ウォーターパラダイス時代の名称は「波の出るプール」。
Tiki（ティキ）スライド
ハワイで守護神とされているティキ像がモチーフのウォータースライダー。身長120cm以上で利用可。
ロックビーチ
樽から一気に600リットルの水が流れ出すプール。アドベンチャーラグーンにあるアクアファンの小型版。2011年3月より樽がリニューアルされ、CMに登場したキャラクターの顔が描かれた。
フルーツアイランド
様々な果物で彩られた子供向けプール。
軟水ジャグジー
温浴ジャグジー施設。
湯遊大洞窟
アドベンチャードーム地下にある大型温浴プール施設。

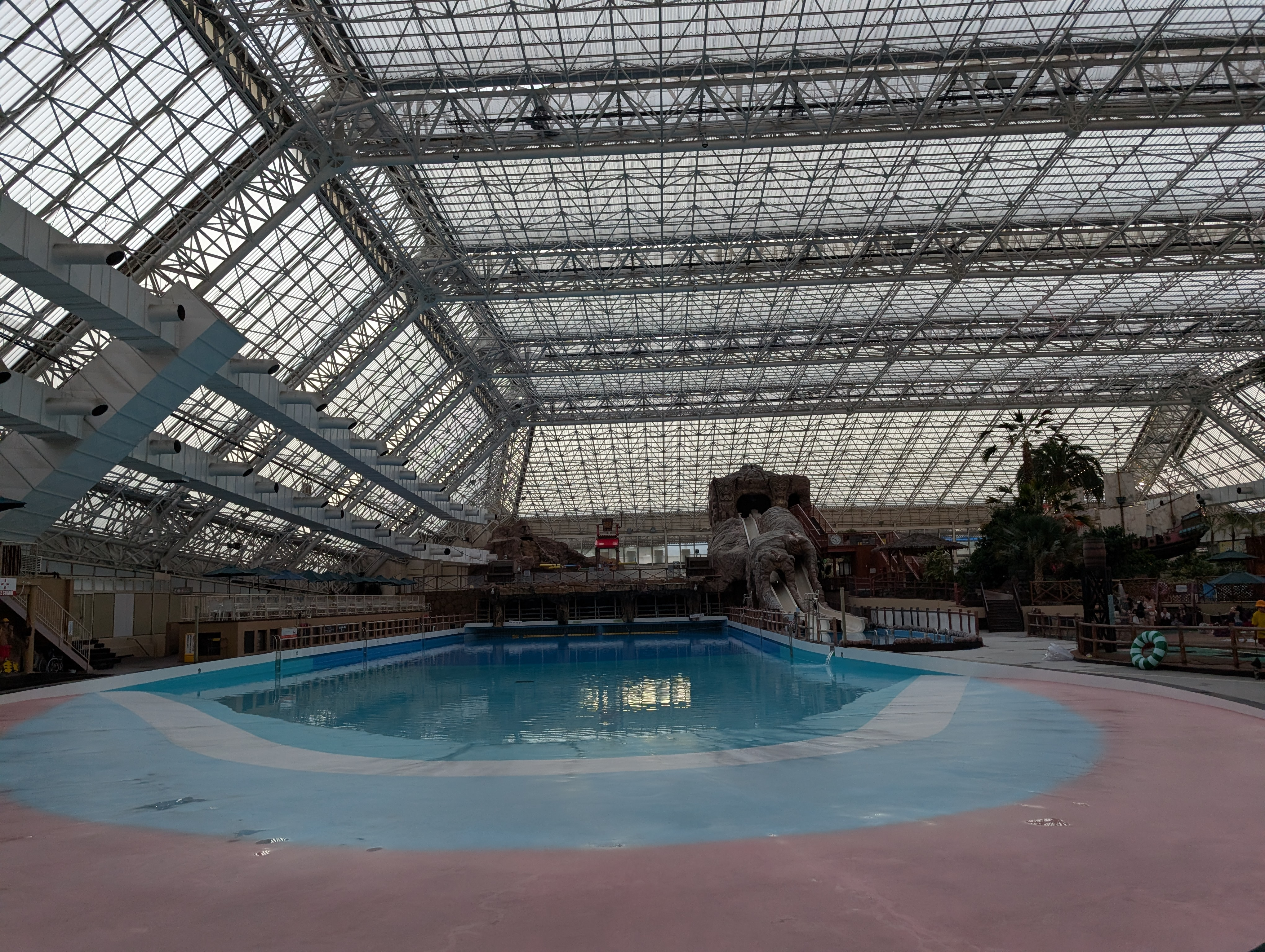
コバルトビーチ
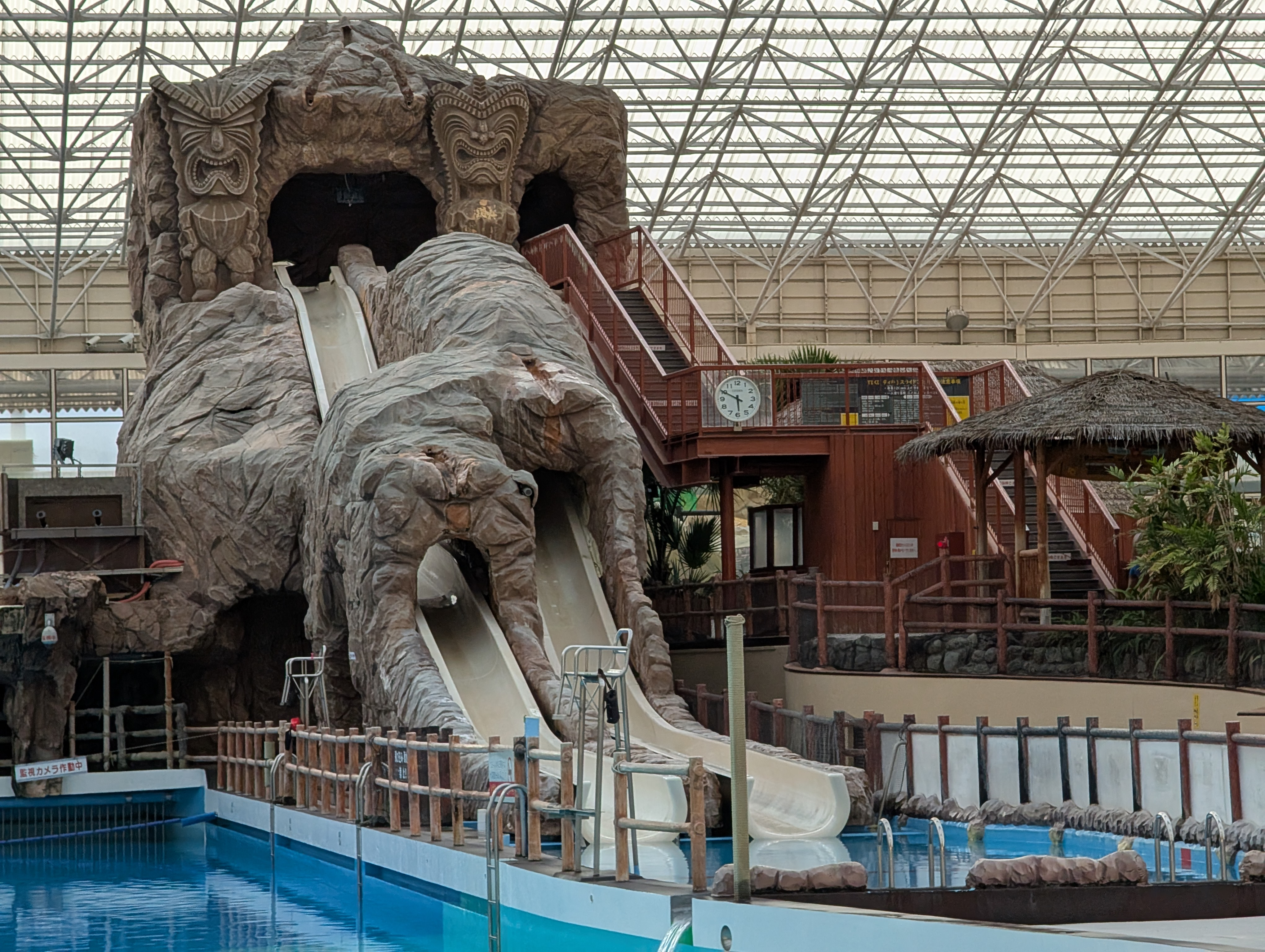
Tiki（ティキ）スライド
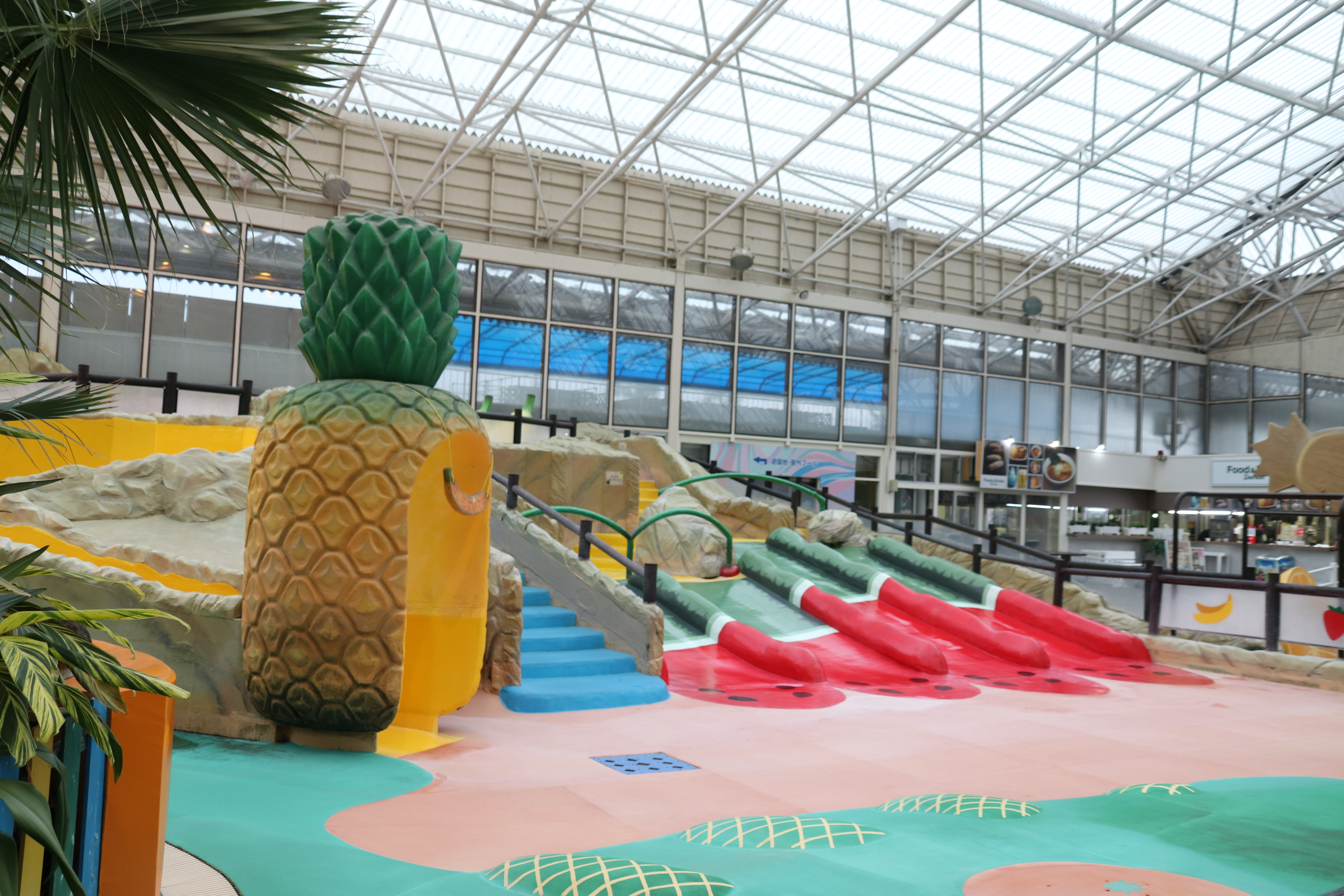
フルーツアイランド（水を抜いた状態）

#### ドライエリア
アドベンチャートレイン
機関車型ライドアトラクション。
みらーめいず
鏡の迷路。
ゲームパラダイス
約100台のマシンが揃うゲームコーナー。

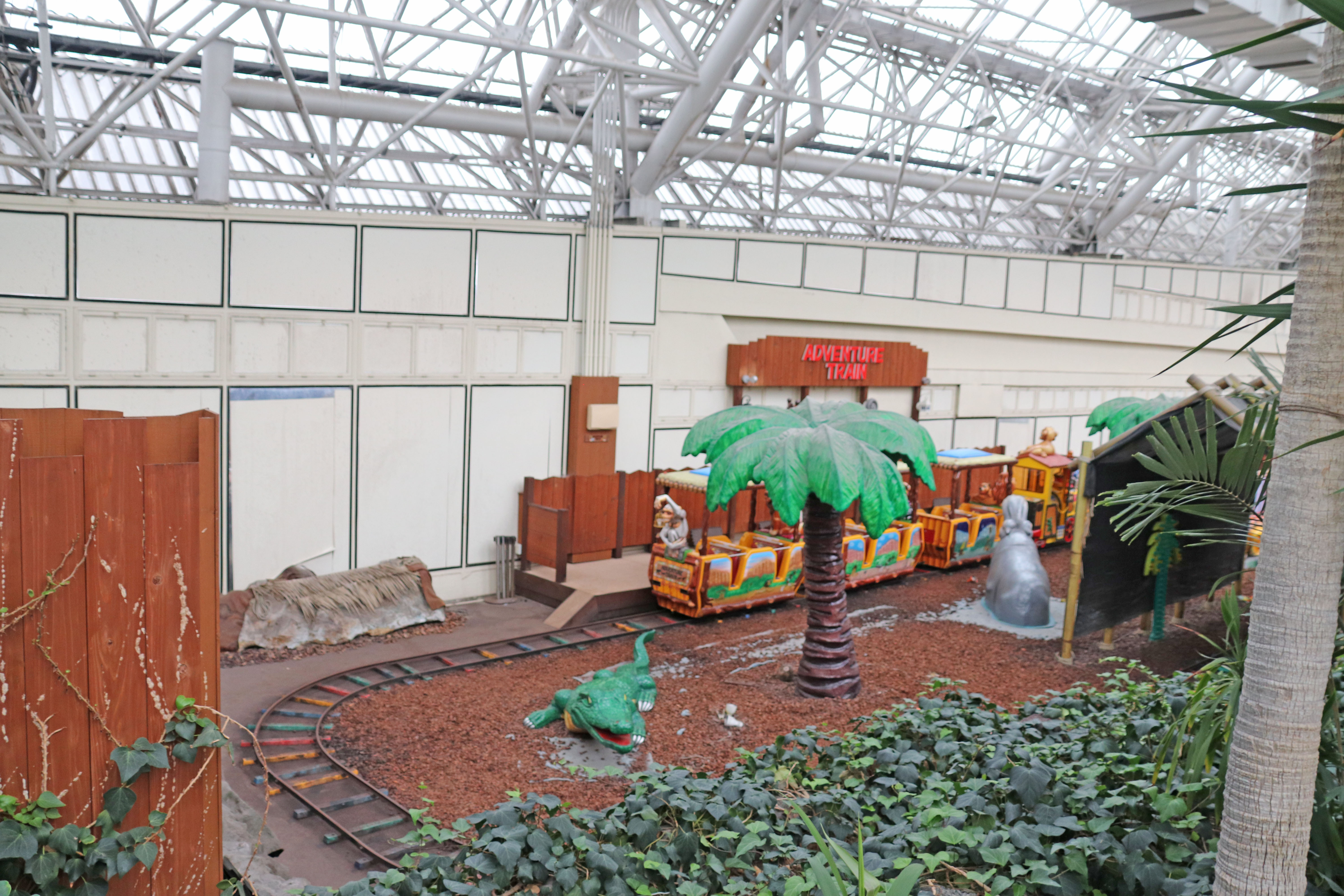
アドベンチャートレイン
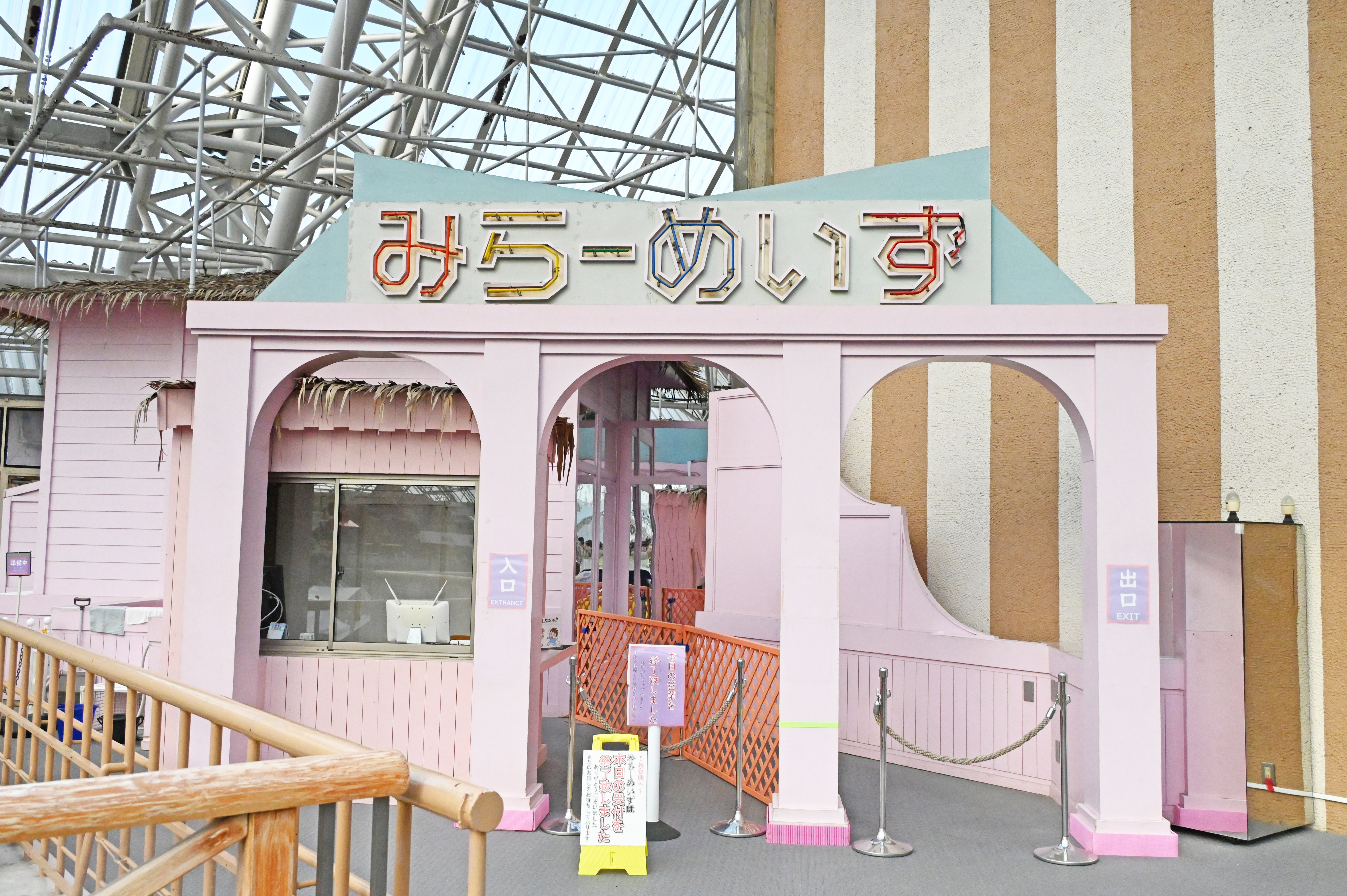
みらーめいず

### アドベンチャーラグーン（屋外プール）
ビーバーレイク
長さ40mのスタンダードなプール。

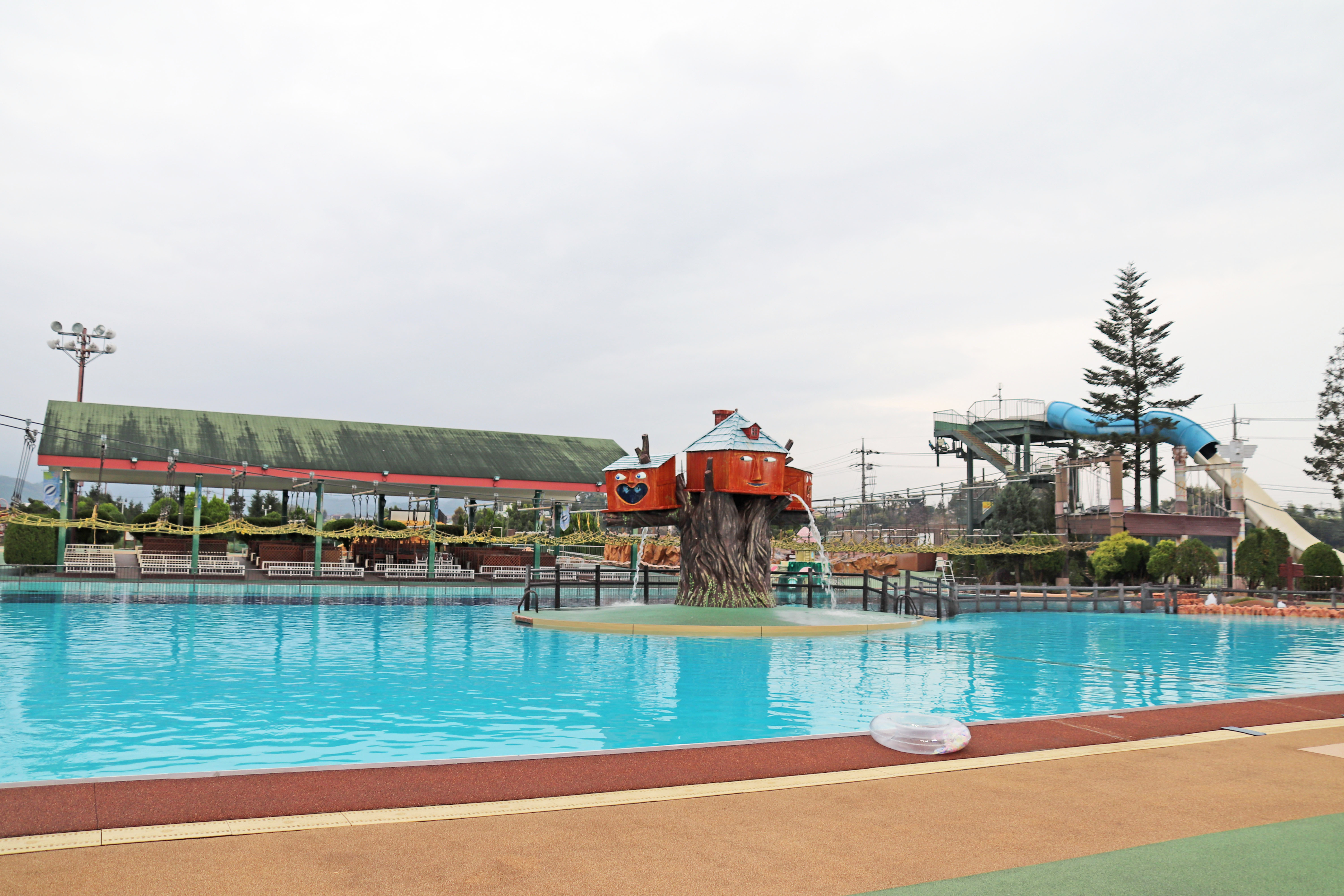
バッシャハウス
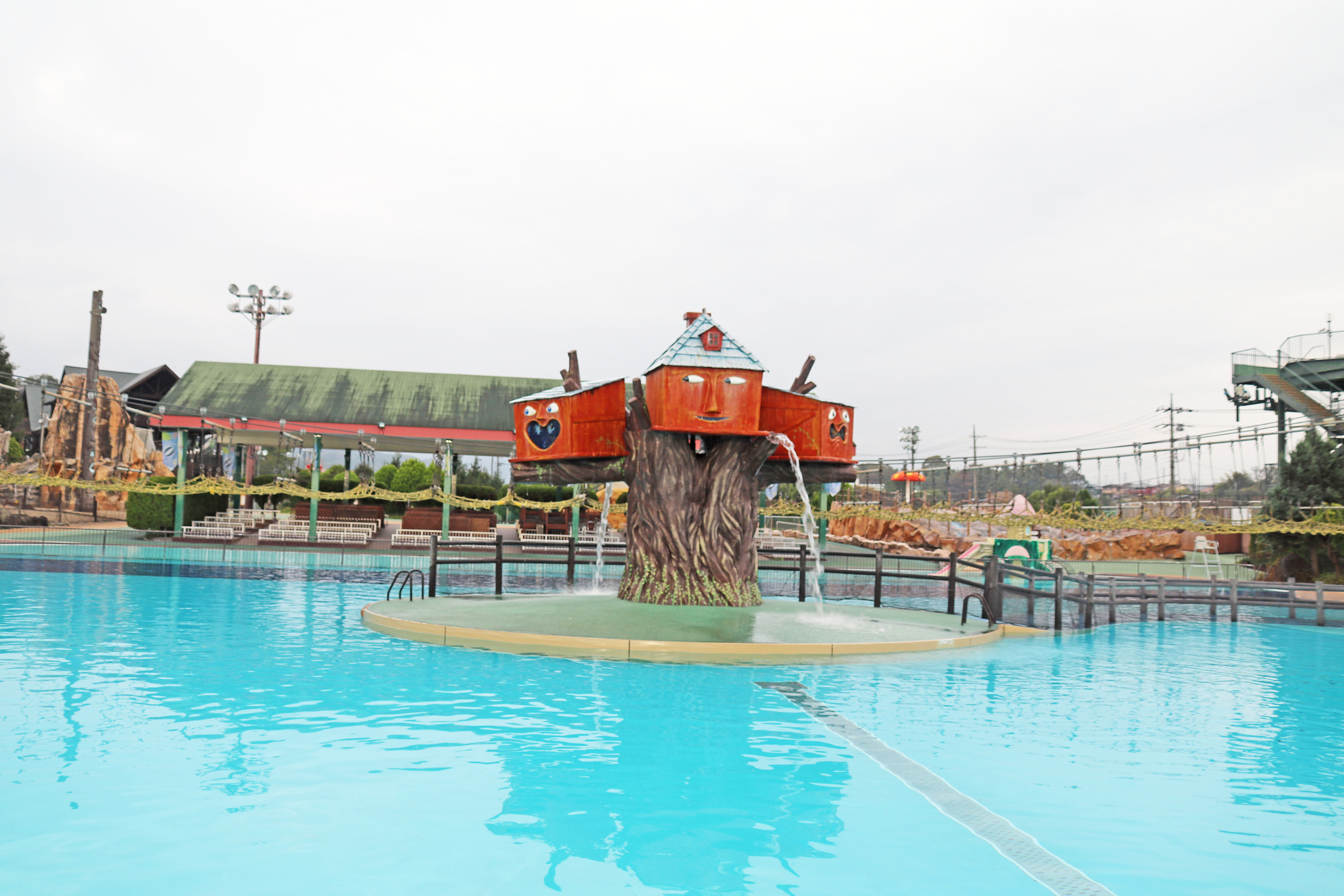
バッシャハウス（中央）
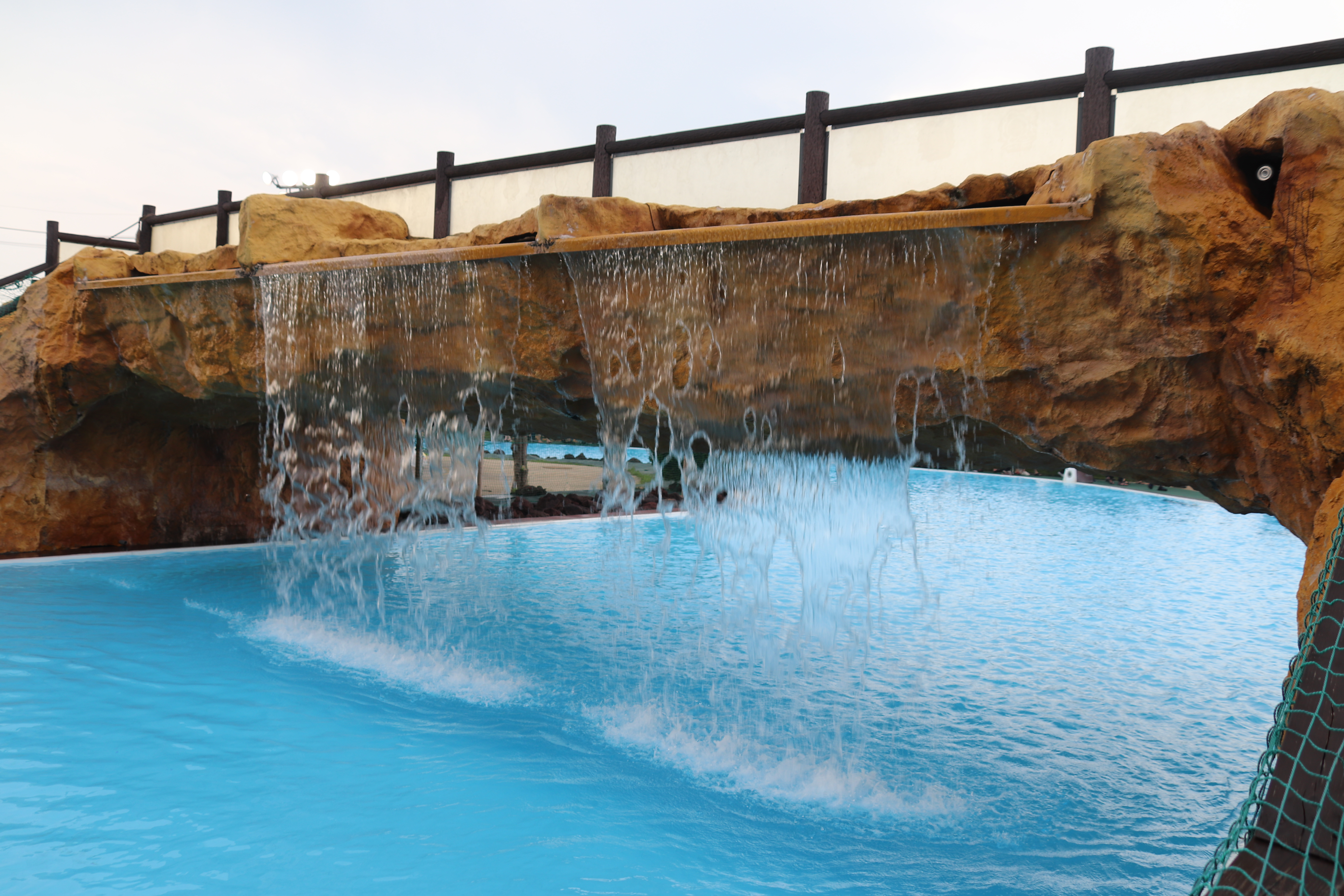
グレートジャーニー（一部）
ビーバーレイクの中央にあり、窓や煙突から突然水が噴き出す。
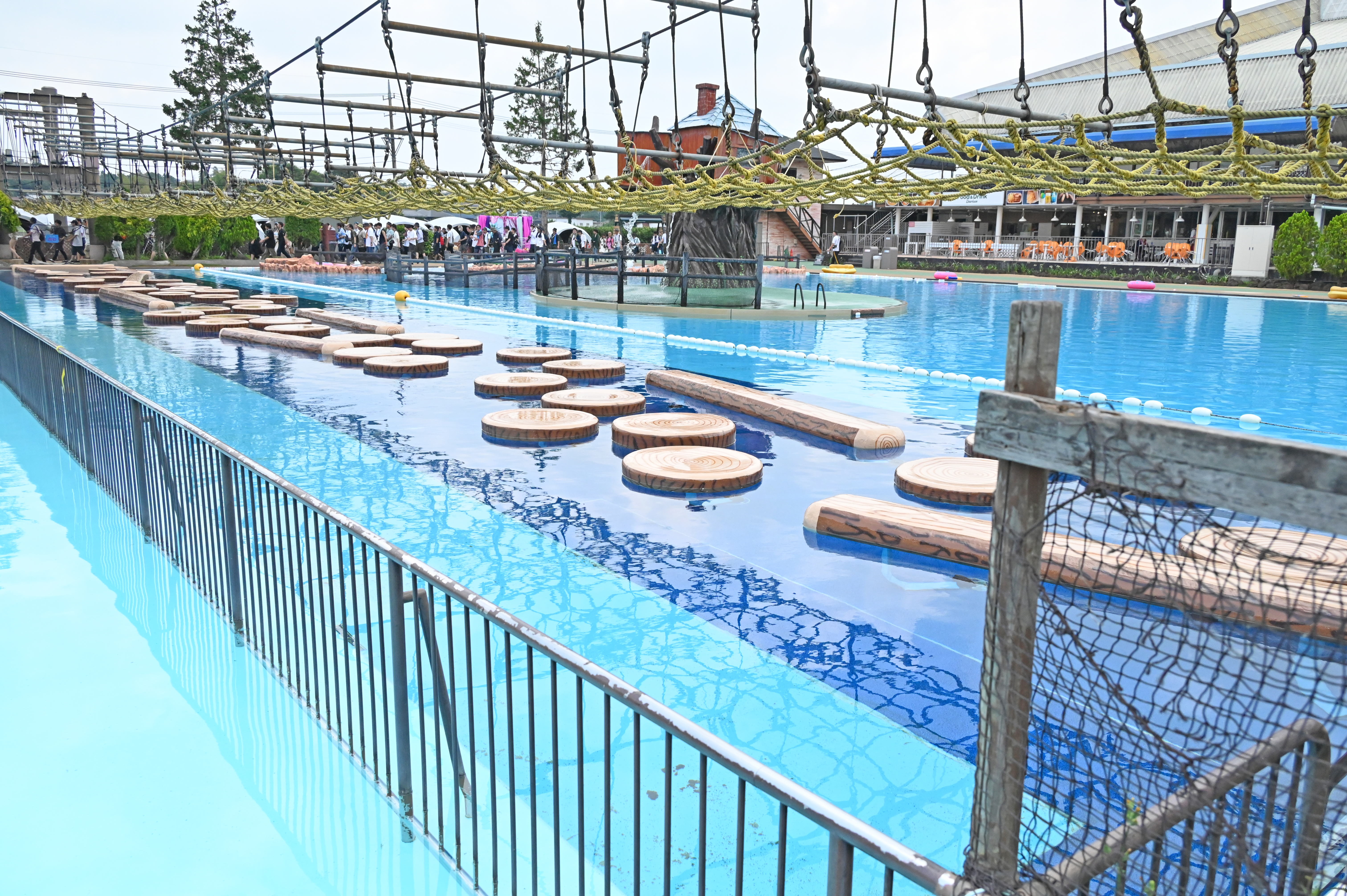
スーパーモンキーフロート
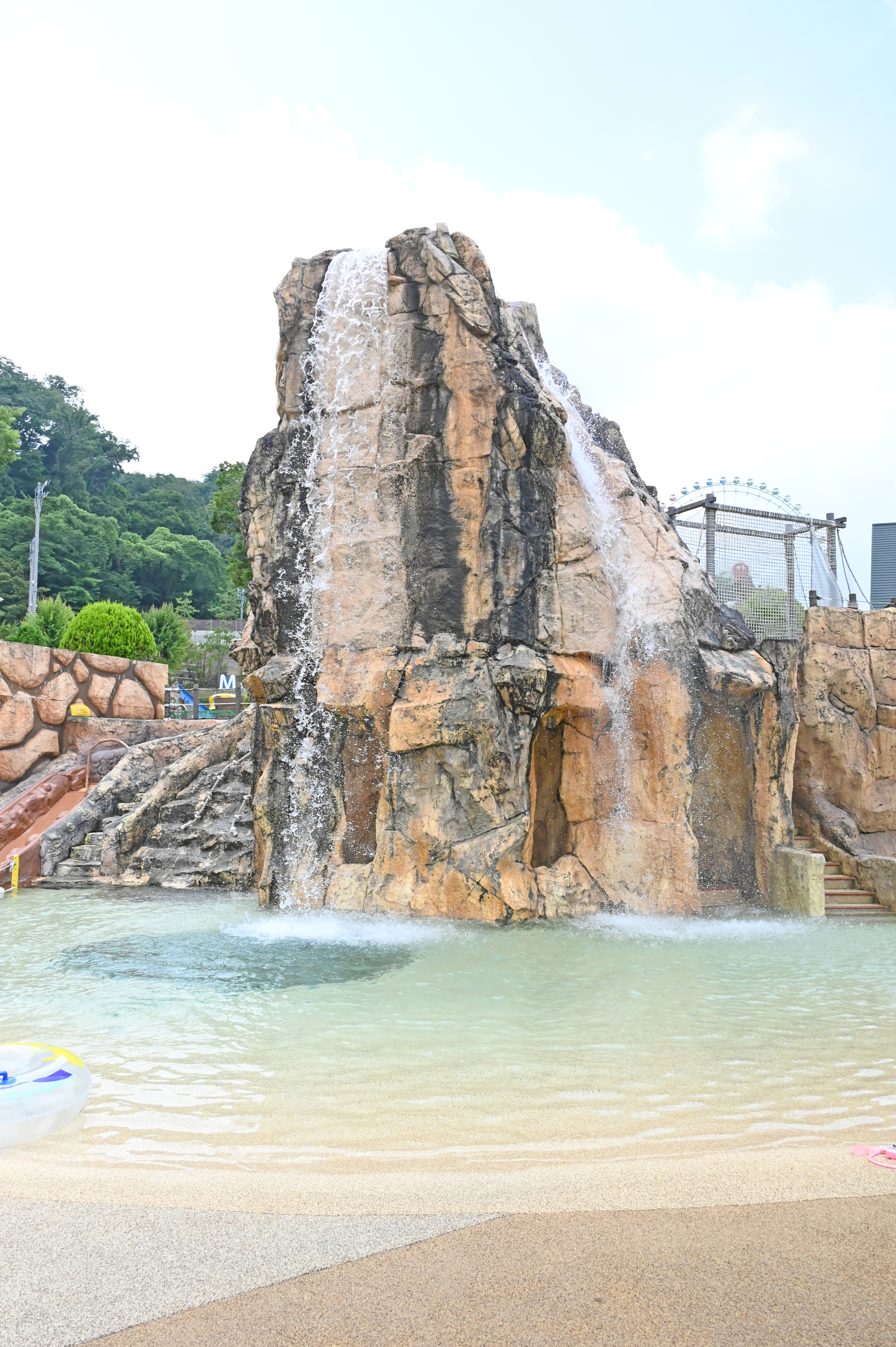
ワイルドキャニオン
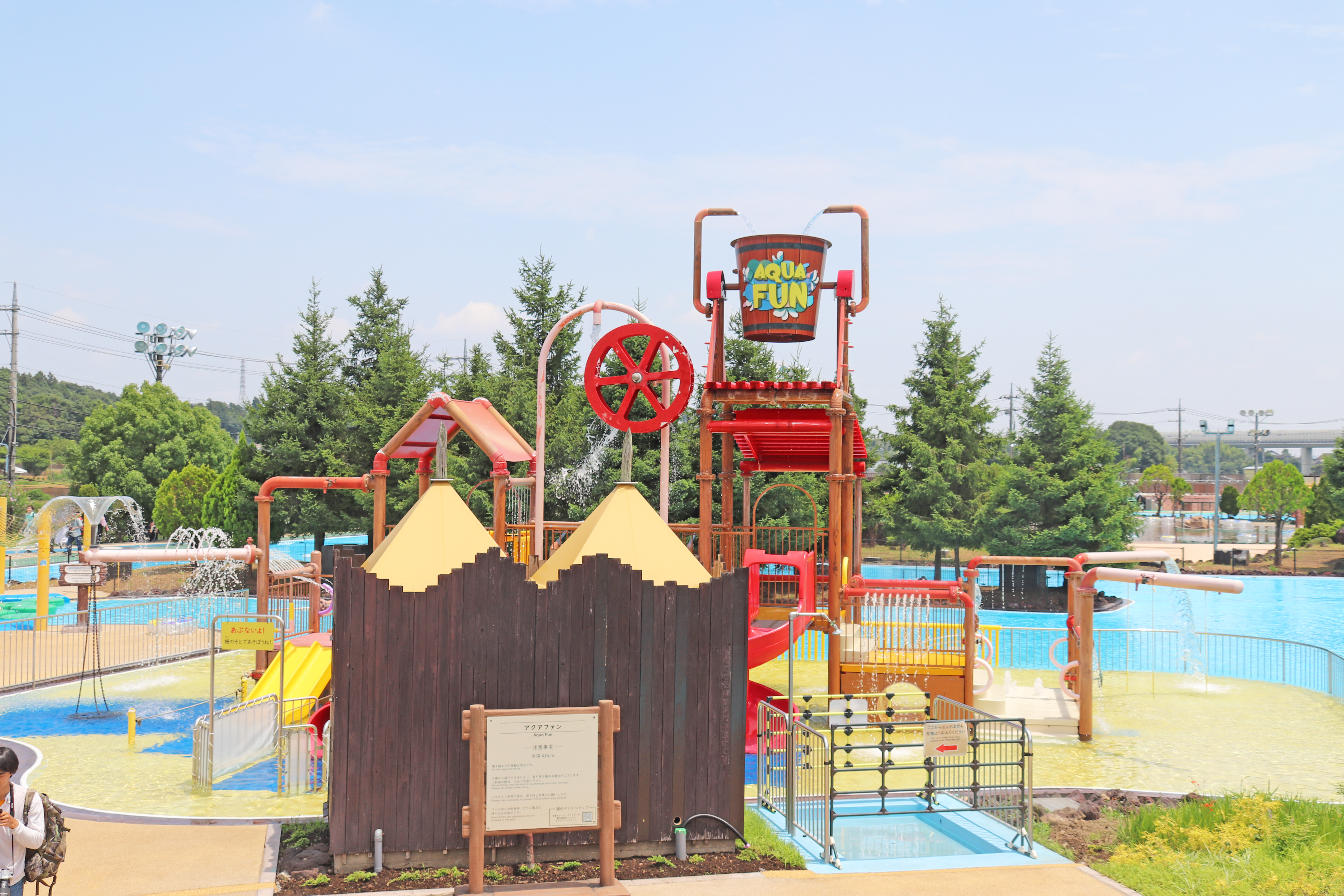
アクアファン（写真奥）
頭上の綱に捕まりながら浮島を渡り、ビーバーレイクを横断する。

噴水アーチウェイ
噴水でできた水のアーチ。夜にはライトアップされる。
スプリングハウス
温浴プール施設。
アドベンチャーフォール
子供向け施設。
グレートジャーニー
全長650mの世界最大級（日本最長）の流れるプール。
- キッズベイ
- ワイルドキャニオン
滝。滝の裏には人が通れるスペースがある。
- アドベンチャーサークル
- ロックスプラッシュ
人面のついた岩が三つ並んでいる場所。時々水を噴き出す。

ファウンテンビーチ
水深が浅く、地中から水が噴き出している。
アクアファン
頭上の大樽から一気に1.2トンの水が流れ出す他、滑り台や水鉄砲など様々な子供向けの遊具がある。
2021年には樽に描かれた「ADVENTURE LAGOON」のロゴが「AQUA FUN」と描かれたものに変更された。
モンキーフロート
スーパーモンキーフロートの子供版。
dobon（ドボン）
スライダーの出口と着水プールの水面に高低差があり、その名の通り滑った後に落ちる新感覚ウォータースライダー。身長140cm以上、体重105kg以下、年齢60歳以下で充分な泳力があれば利用可。
タワーズロック
高さ20mのウォータースライダー。2種類のスライダーがあり、専用のボートに乗って滑る。両者共に身長140cm以上で利用可。
- バックドロッパー
急勾配を滑り下り、傾斜70度の斜面を上った後、後ろ向きに滑るスライダー。2人乗り専用で、合計体重180kg以下で利用可。
- コブラツイスター
直径12mのすり鉢の中を、吸い込まれるように回転しながら滑るスライダー。1人乗り専用で、体重100kg以下で利用可。

キディスライド
子供向けウォータースライダー。
- ビーバーレイク
- バッシャハウス（中央）
- グレートジャーニー（一部）
- スーパーモンキーフロート
- ワイルドキャニオン
- アクアファン（写真奥）

### 屋外遊園地
旧名称は「スリルマウンテン」。2024年3月29日よりエリアが分割されてリニューアルした。

#### ファンファンタウン（遊園地）
スーパーバウンティ
海賊船を模した振り子型アトラクション。ビッグドーム内にあったバイキング（後述）の後継機種。
スピンディンギー
ボート型の乗り物が回転しながら揺れ、荒波にもまれたかのような動きをするアトラクション。
ファンコプター
ランダーズカップ
コーヒーカップ
メリーゴーランド
2023年、MONSTER STREAM設置の為、スーパーバウンティ前に移設された。

#### ワイルドマウンテン（遊園地・屋外プール）

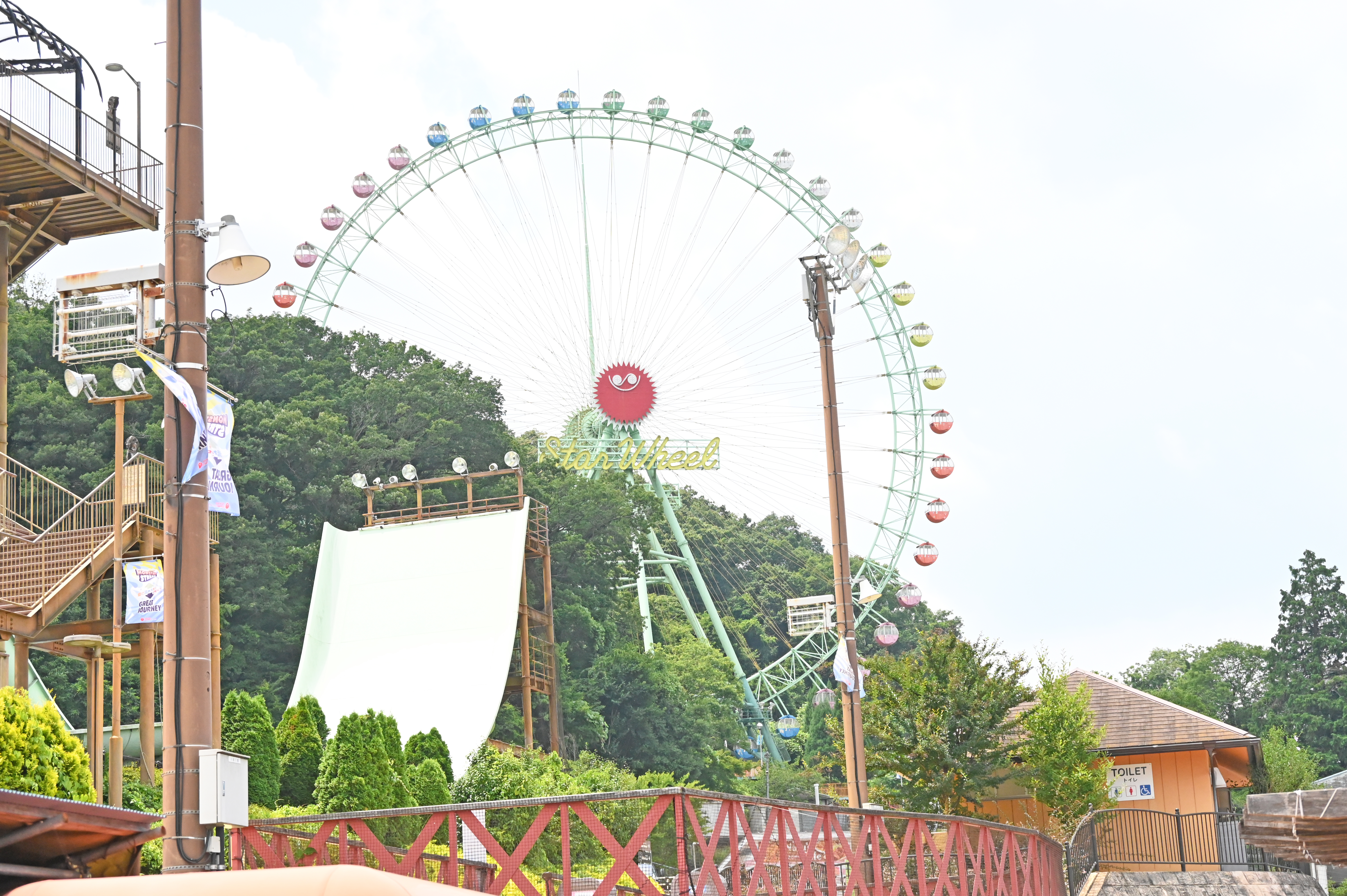
スターホイール
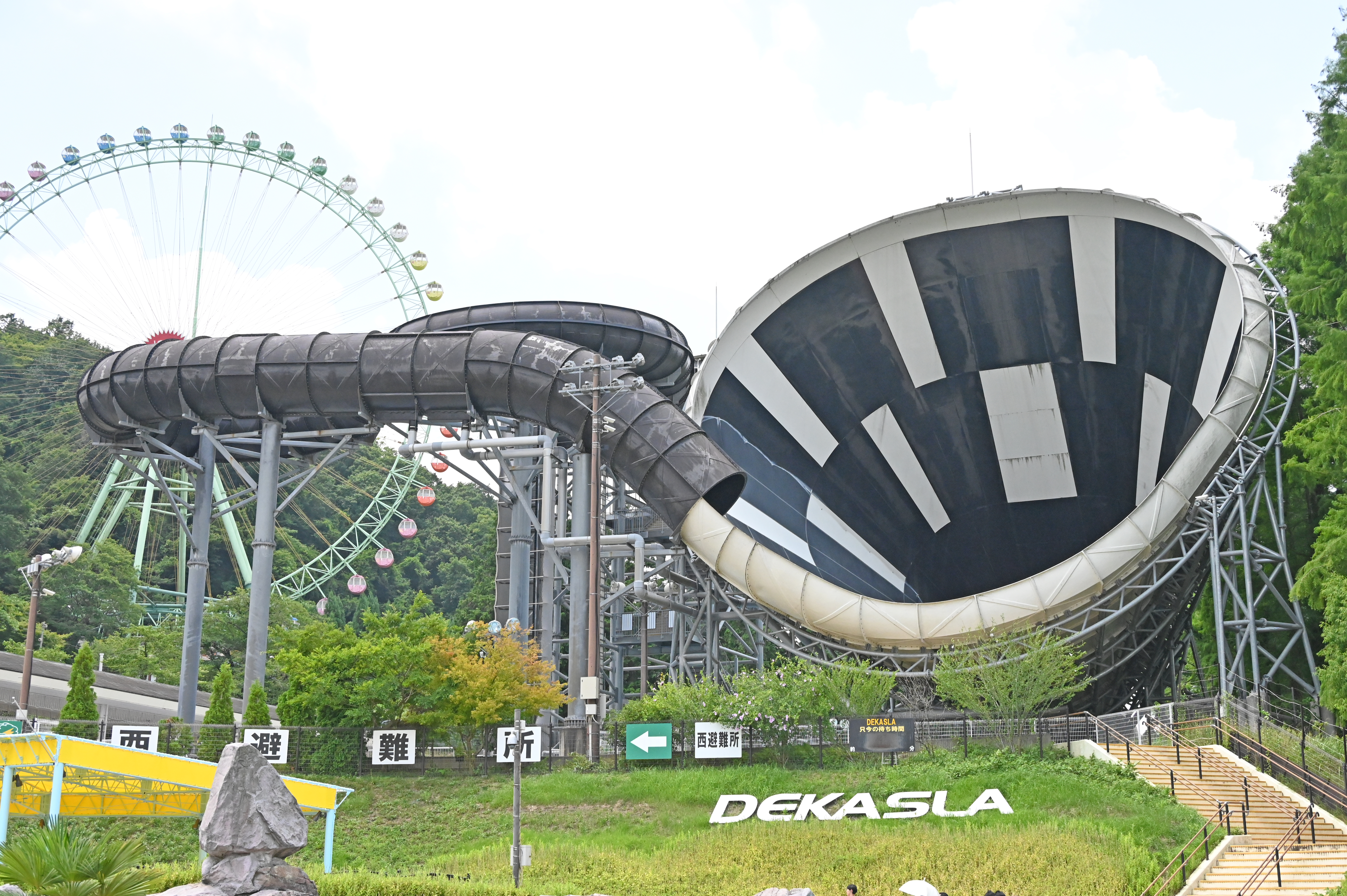
DEKASLA

スターホイール
大観覧車。
ラブエクスプレス
遠心力を利用した回転型アトラクション。最初は前向きで回転するが、しばらくするとシートが覆い被さって暗くなり、更には後ろ向きで回転する。
DEKASLA（デカスラ）
白と黒のカラーリングが特徴の、日本初導入となる超大型スライダー。4～6人乗りの専用円形ボートに乗って急勾配を一気に滑り下りたかと思うと、すぐさま巨大なファンネル（じょうご・漏斗）状のコースに突入し左右に大きく揺さぶられながら滑るスライダー。身長130cm以上、合計体重454kg以下で利用可。
この施設のみ1回600円と利用料金が設定されており、乗り物券3枚かフリーパスが必要となっていたが、2021年3月26日より入園券とフリーパスが「1Dayパス」に統合された為料金設定は廃止された。
2023年まではアドベンチャーラグーンに属していた。
2023年8月19日に乗客が負傷する事故が発生し、年内の営業を休止した。翌2024年7月20日に再開したが、ボートの定員は4～5人、合計体重は170kg以上400kg未満と変更された。
MONSTER STREAM（モンスターストリーム）
大自然が作り出す極限の冒険がテーマの東京サマーランド史上最高の冒険体験型プール。大自然に囲まれた中、大迫力の流れでまるで川下りをしているような体験ができるという設定。専用の浮き輪を着用する。身長130cm以上で64歳以下かつ充分な泳力があれば利用可。
- スターホイール
- DEKASLA

### ファミリーパーク・スポーツエリア
ゴルフ練習場（全119打席）
Wonderful Nature Village
FISH UP 秋川湖
あじさい園

## 過去に存在した施設

### ビッグドーム / アドベンチャードーム
- パームスライド
直線のウォータースライダー。ウォーターパラダイス時代はレーンの色が赤・黄・白の3色だった。2003年に「TiKi（ティキ）スライド」としてリニューアル。
- ココナッツビーチ
子供用プール施設。2004年に「フルーツアイランド」としてリニューアル。
- バイキング
スーパーバウンティと同様の、海賊船を模した振り子型アトラクション。スーパーバウンティが70人乗りなのに対し、こちらは50人乗りと小型。営業終了後もドーム内に船体がオブジェとして設置されている。
- 黄金伝説スリラーカー
ライドアトラクション。2011年2月28日をもって営業終了。現在はアドベンチャートレインがオープン。
- 幽喰館
3Dサウンドホラーアトラクション。
- ボールプール

### アドベンチャーラグーン
- コニファークリーク
全長約300mの流れるプール。現在はグレートジャーニーにリニューアル。
- ラビットポンド
飛び込みプール。
- ラクーンベイ
アクアファンの樽から落ちる水が流れ込むプール。現在はグレートジャーニーの一部となっている。
- ミスティバレイ
グレートジャーニーの中州にあった、ミストの出るアトラクション。2011年の営業をもって終了。現在はウォータースライダー「dobon」の着水するプールとなっている。

スネイクスライド
名前の通り蛇のように曲がりくねった水路を滑るウォータースライダー。
当初は青い半透明のフルオープン型スライダーで、生身で滑るタイプだった。2002年にリニューアルされ、スライダーの色が白と茶色を基調としたものになりトンネルが付けられ、2人乗りの専用浮き輪に乗って滑っていたが、途中で廃止された。2023年の営業をもって終了した。
- フリーフォールスライド
高さ17mから傾斜60°の斜面をほぼ垂直に滑り降りるスライダー。スピードスライドの隣にあった。
2007年8月、滑走中の20代男性が着水直前にコースを外れ20cm下の緩衝マットに転落し肩を骨折、全治4週間の重傷を負う事故が発生した為撤去された。
- スピードスライド
高さ17mから緩急のついた斜面を滑り降りるスライダー。2011年の営業をもって終了した。
- スクリーマー
2人乗りの専用ボートで10mの高さから急降下するウォータースライダー。2024年の営業をもって終了した。
- トーテムタワー
トーテムポールを模したアトラクション。紐を引っ張ると上へ昇っていく。
- スカイバード
高所に張られたワイヤーから吊り下がった座席が、高低差を利用して前後に滑り降りるアトラクション。
- ウエスタントロッコ
客が漕いで進むトロッコ。スネイクスライドの下を一周して戻る。

### スリルマウンテン（現：ファンファンタウン、ワイルドマウンテン）
- はやぶさ
日本初のサスペンデッド式コースター。全長773m、高さ47m、最高時速96km、最大斜度50度、4人乗り7両編成、アロー社製。1992年7月導入。カーブでは車両が最大74度に大きく振られるのが特徴だった[3]。2005年に発生した事故により営業を休止していたが、復旧の目途がつかずそのまま営業終了。跡地の一部は現在アドベンチャーラグーン、ワイルドマウンテンの一部となっている。
- 風人（ふうじん）
腹這いの状態で吊され、30mの高さから自分でロックを解除して落下した後、最大70mまで振り子のように振られるワイヤーアトラクション。最高速度は100km/hに及ぶ。3人まで同時に乗車できる。
- フリーフォール
4人乗りのゴンドラに乗り、40mの高さから時速90kmで垂直落下する絶叫マシン。最大5Gを体感できる。
- トルネード
垂直宙返りとひねり回転を組み込んだジェットコースター。ベコマ製、全長370m、高さ22m、最高時速70km、最大過重力3G、4人乗り7両編成[4]。
- ルーピングスターシップ
スペースシャトルの形をした乗り物に乗り込み、振り子のように徐々に振られ、最終的に頂上で逆さまになるアトラクション。登場当時は日本初。撤去された後はアドベンチャーラグーンの一部となり、タワーズロックがオープン。
- フライングカーペット
空飛ぶ絨毯の形をしたライドに乗り込み、水平状態を保ったまま前後に回転するアトラクション。各遊園地にあった機種だが、デザインが他と異なっていた。撤去されキッズランドがオープンした後、2013年3月にファンコプターがオープン。
- ウェーブスウィンガー
回転ブランコ。
- フラッシュダンス
花びらのような形をしたシートに座ると、シートが音楽に合わせて上下するアトラクション。手元のレバーでシートを回転させる事も可能。登場当時は世界初の機種だった。撤去され現在はスピンディンギーがオープン。
- マッターホーン
ミュージックエキスプレス型アトラクション。
- テレコンバット
空中を旋回しながら上昇・下降をするアトラクション。各ライドに光線銃が付いており、他のライドに光線が当たるとそのライドは下降する。
2011年4月に「ランダーズカップ」としてリニューアルオープンされた。
- お化け屋敷
機械式のウォークスルー型お化け屋敷。
- 海賊迷宮 パイレーツアドベンチャー
木造の立体迷路。浅草花やしきにあった「浅草大迷路 忍ノ砦」を解体・移設し、テーマを変更した。
- ガンゴルフ
- ブリザード
- サマーランドロッジ（宿泊施設）
- アイスケイブ
- マジックハウス
- ダウンタウン
アーケードゲームコーナー。

### スプラッシュガーデン
- スプラッシュフォール
12人乗りの大きなボートに乗り込み、10mの高さから傾斜40°の斜面を滑り、着水と同時に水飛沫を上げるアトラクション。
- ペダルボート
秋川湖の水面を、ペダル付きのボートで漕ぐアトラクション。
- チューチュートレイン
スリルマウンテンとスプラッシュガーデンの間を移動できる列車型の乗り物。

### ファミリーパーク・スポーツエリア
- サマーボウル
全22レーンのボウリング場。2011年5月8日をもって終了。
- テニスガーデン（全8面）
- デイキャンプ場

## 営業日・営業時間
営業日、営業時間は季節により不定期に変わる。冬場は整備のため長期休業になることが多い。

## アクセス
鉄道・路線バス
- JR東日本五日市線秋川駅（北口2番乗り場）より西東京バス（ひ07系統）八王子駅方面バス又はサマーランド行きバスで約10分
- JR東日本中央線・横浜線・八高線八王子駅（北口6番乗り場）又は京王電鉄京王線京王八王子駅（中央口3番乗り場）より、西東京バス（ひ07系統）秋川駅方面又はサマーランド行きバスで約30分

高速バス（夏季のみ）

東京サマーランド行き高速バス

- バスタ新宿より、西東京バス サマーランド行き 約60分
- 横浜駅西口より、相鉄バス又は西東京バス サマーランド行き 約100分
- 大宮駅東口より、国際興業バス又は西東京バス サマーランド行き 約90分

自動車
- 圏央道あきる野ICより2分程度

通常のアクセスルートはあきる野IC交差点を左折するが、夏期は渋滞するため交差点を右折する迂回ルートもある。
また、あきる野IC混雑時、圏央道鶴ヶ島JC方面から来た場合は圏央道日の出IC、中央道八王子JCT方面から来た場合は圏央道八王子西ICで降りてアクセスしたほうが比較的早い場合もある。
詳しい迂回ルート情報は東京サマーランドホームページに記載。